# Julius Billing
Anders Julius Billing, född 3 juli 1857 i Kristianstad, Kristianstads län, död 22 januari 1935 i Jakobs församling, Stockholm, var en svensk tandläkare.
Efter studentexamen 1877 tog Billing tandläkarexamen 1891, utövade därefter praktik i Kristianstad och Malmö samt från 1904 i Stockholm, där han 1905–1922 var lärare i proteslära och tandreglering vid Tandläkarinstitutet. Han vann stort anseende även utomlands genom sitt arbete på att framställa och utveckla metoder för käkersättningar och för avhjälpande av gomdefekter genom käkoperationer och vetenskapliga skrifter på området. Han kreerades till medicine hedersdoktor vid Karolinska institutet 1913 och vid Rostocks universitet 1925 samt fick 1919 professors titel. År 1919 kallades han till medlem av Medicinalstyrelsens vetenskapliga råd. Han var hedersledamot av Svenska Tandläkaresällskapet och Odontologiska föreningen samt ledamot av Svenska Läkaresällskapet. Billing är begravd på Östra begravningplatsen i Kristianstad.